# Stroiești, Botoșani
Stroiești este un sat în comuna Lunca din județul Botoșani, Moldova, România.

## Personalități
- Paisie Olaru (1897-1990) - renumit sihastru și duhovnic ortodox român; s-a nevoit la mănăstirile Cozancea, Sihăstria, Slatina, Rarău și Sihla

 Acest articol despre o localitate din județul Botoșani este deocamdată un ciot. Puteți ajuta Wikipedia prin completarea lui.